# Kazoku e no Tegami
Singles de THE Possible
Love Message!
(2008) Ijiwaru Crazy love
(2008)
Kazoku e no Tegami (家族への手紙) est le 9e single et 1er single "major" du groupe féminin de J-pop THE Possible, sorti en 2008 dans le cadre du Nice Girl Project.

## Présentation
Le single sort le 30 avril 2008 au Japon, écrit et produit par Tsunku. C'est le premier disque du groupe à sortir en "major" sous le label TN-mix de TNX, distribué par Pony Canyon. Les huit singles précédents étaient sortis en "indépendant" sous le label Good Factory Record de TNX.
Le single atteint la 10e place du classement de l'Oricon. Il se vend à 8 577 exemplaires la première semaine, et reste classé pendant 3 semaines pour un total de 9 757 exemplaires vendus. Il sort également en édition limitée avec un DVD supplémentaire. La chanson-titre du disque a été utilisée comme thème musical pour l'émission Music Fighter Power Play, et comme thème de fin pour les émissions ANA☆PARA et Shiodome☆Style Section, sur la chaine NTV. La chanson figurera sur le premier album du groupe, Kyūkyoku no The Possible Best Number Shō 1 de 2008.

## Liste des titres
Toutes les chansons sont écrites et composées par Tsunku.
| 1. | Kazoku e no Tegami (家族への手紙)                               | Yuichi Takahashi, Tadashi Tanaka | 4:45 |
| 2. | Nanana Onnamichi (NANANA女道)                                   | Lenny Biscuits                   | 3:05 |
| 3. | Kazoku e no Tegami (Instrumental) (家族への手紙 (Instrumental)) | Yuichi Takahashi, Tadashi Tanaka | 4:45 |
| 4. | Nanana Onnamichi (Instrumental) (NANANA女道 (Instrumental))     | Lenny Biscuits                   | 3:03 |

| 1. | Kazoku e no Tegami (家族への手紙)                              |  |
| 2. | Kazoku e no Tegami (Making of) (家族への手紙 (メイキング映像)) |  |
| 3. | Kazoku e no Tegami (Captioned) (家族への手紙 (歌詞あり))       |  |